# 丹尼·庫克
丹尼·庫克（英語：Dane Jeffrey Cook，1972年3月18日—）是美國的一位喜劇演員和電影演員。他在1997年首次出演喜劇，并在1990年代後期開始出演電影。在2006年的Employee of the Month中，他首次擔當主演。

## 外部連結
- 官方网站
- 丹尼·庫克在互联网电影资料库（IMDb）上的資料（英文）